# SV Anhalt Bernburg
Der SV Anhalt-Bernburg e. V. ist ein Sportverein aus Bernburg in Sachsen-Anhalt. Der Verein wurde 1951 gegründet, bis zur Umbenennung 1995 lautete sein Name SV Motor Bernburg. Der Verein hat sich auf den Handball- und Kegelsport spezialisiert.
Nach der Wende in der DDR und der Wiedervereinigung spielte die Männermannschaft des SVA in der Saison 1991/92 in der 2. Handball-Bundesliga, in der sie den vorletzten Platz in der Staffel Mitte erreichte und in die Handball-Regionalliga abstieg. 2001 gelang der Wiederaufstieg als Meister der Regionalliga Mitte. 2009 stand der Verein nach verlorener Relegation als Absteiger fest, verblieb aber in der zweiten Liga, da anderenfalls die sogenannte Regelstärke (18 Clubs pro Liga) unterschritten worden wäre, weil die SG Wallau und HR Ortenau keinen Lizenzantrag gestellt bzw. durch Insolvenz die Qualifikation verwirkt hatten. Ein Jahr später stieg der Verein dann als Tabellenletzter in die neu gegründete 3. Liga ab, wo er seitdem spielt.